# Oniella
Oniella  (лат.) — род цикадок из отряда Полужесткокрылых.

## Описание
Цикадки длиной около 4—5 мм. Стройные, темя пятиугольное, его боковые и передние края ограничены килем. Для СССР указывались 2 вида. 
- Oniella leucocephala Mats. — Южные Курильские острова, Япония